# Parotis niphopepla
Parotis niphopepla là một loài bướm đêm trong họ Crambidae.